# Amphiporus novaezelandiae
Amphiporus novaezelandiae är en djurart som tillhör fylumet slemmaskar, och som först beskrevs av Jean René Constant Quoy och Joseph Paul Gaimard 1833.  Amphiporus novaezelandiae ingår i släktet Amphiporus och familjen Amphiporidae.
Artens utbredningsområde är havet kring Nya Zeeland. Inga underarter finns listade i Catalogue of Life.